# Eurytaphria chlorochroa
Eurytaphria chlorochroa là một loài bướm đêm trong họ Geometridae.